# Festinese
Festinese è il nome di una masseria e località abitata del comune di Giugliano in Campania, nella città metropolitana di Napoli, in Campania.

## Geografia fisica
Sorge nella zona ovest del suo comune sulla fertile Pianura campana, tra le varie località giuglianesi di Amodio-Massariola, Country Park, Grotta dell'olmo e Varcaturo, a pochi chilometri di distanza dalla vasta frazione puteolana Monterusciello, il territorio di Festinese sorge a 55 metri sopra il livello del mare.

## Storia
La zona, che sorge a est dell'uscita "Licola" della Strada statale 7 quater Via Domitiana., prende il nome da "via Festinese". Durante la civiltà romana, così come le masserie circostanti faceva parte dell'agro della storica città di Liternum, oggi sono ancora presenti i resti di antiche masserie come quella del vicino Villaggio Zaccaria, con l'antica chiesa di S. Francesco d’Assisi risalente al XVI secolo. Zaccaria, nel periodo del XVII secolo fu feudo del Barone Don Giovan Battista Orineti.
Complessivamente la zona ha subito una forte cementificazione incontrollata, causando gravi danni al territorio e alle generazioni future. Secondo la Pianificazione territoriale si tratta di area agricola.

## Infrastrutture e trasporti
La località è servita dall'uscita Licola della Strada statale 7 quater Via Domitiana, si estende sulla via Festinese e in parte su via vicinale Grotta dell'Olmo. La stazione ferroviaria più vicina è quella di Grotta del Sole, della ferrovia Circumflegrea, che prende il nome dall'omonima masseria.